# Shel Darreh
Shel Darreh (persiska: شل دره, شُل دَرِّه) är en ort i Iran.   Den ligger i provinsen Mazandaran, i den norra delen av landet, 180 km öster om huvudstaden Teheran. Shel Darreh ligger 679 meter över havet och antalet invånare är 224.
Terrängen runt Shel Darreh är varierad. Shel Darreh ligger nere i en dal. Runt Shel Darreh är det ganska tätbefolkat, med 111 invånare per kvadratkilometer. Närmaste större samhälle är Lājīm, 18,7 km nordväst om Shel Darreh. Trakten runt Shel Darreh består till största delen av jordbruksmark.